# VfL Witten
Der VfL Witten (offiziell: Verein für Leibesübungen Witten 07 e. V.) war ein Fußballverein aus Witten. Der Verein wurde im Jahre 1907 gegründet. In der Saison 1947/48 gehörte die Mannschaft der damals erstklassigen Oberliga West an. Im Jahre 1994 fusionierte der VfL Witten mit den Ballfreunden Ardey zum FSV Witten.

## Geschichte

### Von der Gründung bis zur Oberliga (1907 bis 1949)
Der Verein wurde im Jahre 1907 als FC Westfalia Witten gegründet und nannte sich ab 1919 SuS Witten. Im Jahre 1946 folgte schließlich die Umbenennung in VfL Witten. Bis zum Ende des Zweiten Weltkrieges stand der Verein stets im Schatten des Wittener FC 92, dem ältesten Fußballverein des Ruhrgebiets. Der SuS verfügte aber über eine erfolgreiche Jugendabteilung. Nach Kriegsende gelang im Jahre 1946 nach einem 4:0-Entscheidungsspielsieg in Herne gegen den SuS 13 Recklinghausen der Aufstieg in die erstklassige Landesliga Westfalen.
Im westfälischen Oberhaus gelang der Mannschaft eine starke Vorrunde und der VfL sicherte sich die Herbstmeisterschaft. In der Rückrunde fiel die Mannschaft zurück und verlor unter anderem mit 0:9 bei Borussia Dortmund. Am Saisonende belegte der VfL den dritten Platz und verpasste die direkte Qualifikation zur neu geschaffenen Oberliga West. In der folgenden Zusatzqualifikation setzen sich die Wittener gemeinsam mit Hamborn 07 durch und zogen in die Oberliga West ein.
Die Oberliga war für die Wittener jedoch eine Nummer zu groß. Das Heimspiel gegen den STV Horst-Emscher wurde mit 1:6 verloren. Saisonhöhepunkt war eine 2:3-Niederlage gegen den FC Schalke 04 vor 35.000 Zuschauern. Mit nur vier Saisonsiegen wurde der VfL Tabellenletzter und stieg in die Landesliga ab. In der folgenden Saison 1948/49 wurden die Wittener Meister ihrer Landesligastaffel und trafen in der Endrunde um die Westfalenmeisterschaft auf Arminia Bielefeld und die SpVgg Herten. Nachdem die Runde mit einem Patt geendet hatte, wurde eine Wiederholungsrunde eingesetzt. Nach einer 0:1-Niederlage gegen Bielefeld in Münster stieg die Arminia auf.

### Sportliches Auf und Ab (1949 bis 1994)
Die Wittener spielten in der II. Division West weiter, wo der Verein in der Saison 1949/50 den elften Platz belegte. Aus finanziellen Gründen wurde dem VfL jedoch die Lizenz entzogen und die Mannschaft musste in die Landesliga zwangsabsteigen. Vier Jahre später folgte nach einer 2:5-Entscheidungsspielniederlage nach Verlängerung gegen den BV Brambauer der Abstieg in die seinerzeit viertklassige Bezirksklasse. Nach dem direkten Wiederaufstieg verpasste der VfL ein Jahr später die Qualifikation für die neu geschaffene Verbandsliga. In den folgenden Jahren kamen die Wittener nicht über Mittelmaß in der Landesliga hinaus.
1959 wurde der VfL Vizemeister hinter dem VfL Schwerte, ehe drei Jahre später der erneute Abstieg in die Bezirksklasse folgte. Ende der 1960er Jahre erlebte der Verein einen neuen Aufschwung. Dem Aufstieg in die Landesliga 1966 folgte der Aufstieg in die Verbandsliga zwei Jahre später. In der Verbandsliga wurde der VfL 1969 und 1972 jeweils Siebter, ehe es 1974 wieder hinab in die Landesliga ging. Zwei Jahre später vermieden die Wittener den Abstieg in die Bezirksklasse erst nach einem 1:0-Sieg im Entscheidungsspiel gegen die SG Castrop-Rauxel. In der folgenden Saison 1976/77 stieg der VfL als Tabellenletzter ab.
Die 1980er Jahre brachten einen Aufschwung. Nach zwei Aufstiegen in Folge waren die Wittener 1982 wieder in der Verbandsliga. In der Saison 1981/82 qualifizierte sich der VfL zum ersten Mal für den DFB-Pokal, wo die Mannschaft in der ersten Runde nach einem 0:2 beim FSV Frankfurt ausschied. In der Verbandsliga kamen die Wittener nicht über den Abstiegskampf hinaus und mussten 1986 als Tabellenletzter absteigen. Der direkte Wiederaufstieg gelang nach einem 3:1-Entscheidungsspielsieg nach Verlängerung gegen Merkur Dortmund. Der VfL musste erneut direkt wieder absteigen, schaffte den direkten Wiederaufstieg und musste gleich wieder runter in die Landesliga. Im Jahre 1992 ging es für den VfL erneut hinab in die Bezirksliga.

## Stadion
Heimspielstätte des VfL Witten ist das im Stadtteil Annen gelegenen Wullenstadion, das etwa 5.000 Zuschauern Platz bietet. Das Stadion wurde im Jahre 1927 gebaut. Seit der Fusion zwischen dem VfL Witten und den Ballfreunden Ardey spielt der FSV Witten im Wullenstadion.

## Persönlichkeiten
- Timo Achenbach
- Zlatan Alomerović
- Detlef Jaskowiak, DFB-Jugendauswahlspieler „B“ 1975
- Mirko Votava

## Nachfolgeverein FSV Witten

### Geschichte
Im Jahre 1994 fusionierte der VfL Witten mit dem Stadtteilverein Ballfreunden Ardey zum FSV Witten. Die Ballfreunde Ardey spielten von 1956 bis 1958 in der Landesliga. Der FSV Witten stieg im Jahre 1995 in die Landesliga auf und konnte bis ins Jahr 2000 diese Spielklasse halten. Zehn Jahre später folgte der Abstieg in die Kreisliga A, bevor es im Jahre 2013 hinab in die Kreisliga B und zwei Jahre später runter in die Kreisliga C, der untersten Spielklasse ging. 2017 gelang der Wiederaufstieg in die Kreisliga B, ehe die Mannschaft zwei Jahre später erneut in die unterste Spielklasse absteigen musste. Im Jahre 2022 gelang dem FSV ohne Punktverlust der erneute Aufstieg in die Kreisliga B, dem zwei Jahre später der Aufstieg in die Kreisliga A folgte.

### Persönlichkeiten
Mit Zlatan Alomerović und Moritz Römling brachte der FSV Witten zwei spätere Profispieler hervor.